# Львовская государственная финансовая академия
Львовская государственная финансовая академия — (укр.  Львівська державна фінансова академія) высшее учебное заведение во Львове, основан в 2004 году. Адрес: 79010, Львов, ул. Коперника, 3. Ректор: Буряк Петр Юрьевич.
В 2015 году министерство образования приняло решение о прекращении деятельности Львовской государственной финансовой академии путем ее присоединения к Львовскому национальному университету имени Ивана Франко.

## История
Основные этапы становления:
- 30.08.1957 - 01.12.1961 - Центральные финансовые курсы
- 01.12.1961 - 25.10.1963 - Львовский филиал Черновицкого финансового техникума
- 25.10.1963 - 24.12.1993 - Львовский финансовый техникум
- 24.12.1993 - 16.11.1998 - Львовский финансово-экономический колледж
- 16.11.1998 - 13.07.2004 - Львовский государственный финансово-экономический институт
- с 13.07.2004 - Львовская государственная финансовая академия
- 09.07.2015 — министерство образования приняло решение о прекращении деятельности Львовской государственной финансовой академии путем ее реорганизации — присоединение к Львовскому национальному университету имени Ивана Франко
- 16.07.2015 - ученым советом ЛНУ им. И.Франко на базе Львовской государственной финансовой академии создан факультет управления финансами и бизнеса.[2]

## Факультеты и направления подготовки
- Финансовый факультет (государственные финансы, казначейское дело, налогообложение, финансы субъектов хозяйствования)
- Учетно-экономический факультет (учет и аудит, экономическая кибернетика)
- Заочный факультет
- Факультет последипломного образования и довузовской подготовки[3]